# This Crying, This Screaming, My Voice Is Being Born
Albums de Boysetsfire
Consider
(1996) The Day the Sun Went Out
(1997)
This Crying, This Screaming, My Voice Is Being Born est le premier EP du groupe Boysetsfire, originaire de l'État du Delaware, aux États-Unis. Il est sorti à l'origine en 1997 mais à cause de problème de label, il n'a pas été disponible à grande échelle avant 2000.

## Liste des titres
1. Vehicle – 3:22
2. In the Wilderness...No One Can Hear You Scream – 3:21
3. Endorsement – 4:04
4. Blame (Live at Eleven) – 3:02
5. My Own Restraints – 2:44
6. Resection – 4:11

## Source
- (en) Cet article est partiellement ou en totalité issu de l’article de Wikipédia en anglais intitulé « This Crying, This Screaming, My Voice Is Being Born » (voir la liste des auteurs).